# Protaetia rufescens
Protaetia rufescens är en skalbaggsart som beskrevs av Ma 1987. Protaetia rufescens ingår i släktet Protaetia och familjen Cetoniidae. Inga underarter finns listade i Catalogue of Life.